# Yasmine Amhis
Yasmine Amhis (nacida en 1982, Argel ) es una física de partículas franco-argelina. En 2016 recibió el premio Jacques Herbrand. Es nieta del poeta y escritor argelino Djoher Amhis-Ouksel.

## Primeros años y educación
En 1999, después de terminar la secundaria en Argelia, Yasmine Amhis realizó estudios universitarios en Francia. Obtuvo su maestría en la Universidad Paris-Sud en Orsay, luego obtuvo una beca en 2006 y comenzó su trabajo en el IJCLab bajo la supervisión de Marie-Hélène Schune y Jacques Lefrançois. El trabajo en su tesis la introdujo al experimento LHCb en el CERN . Después de obtener su doctorado, se mudó a Suiza para realizar un postdoctorado de tres años en la École Polytechnique Fédérale de Lausanne.

## Carrera
En 2012, obtuvo un puesto de científica investigadora permanente en el CNRS . Su destacada trayectoria académica fue publicada por Campus France, France Alumni, en 2017.Amhis ha dedicado su investigación a temas relacionados con el barión " quark inferior ", temas que revisó en 2017  y 2022.  En 2016, recibió el premio Jacques-Herbrand de la Academia de Ciencias de Francia  Dada su experiencia y su compromiso con el experimento LHCb, una colaboración de más de 1.000 científicos, fue elegida en abril de 2022 para el puesto estratégico de "coordinador de física". 

## Compromisos
Dados sus antecedentes y orígenes, Amhis se involucró naturalmente con otros físicos de la diáspora africana en el desarrollo de la ciencia para los países en desarrollo. Participó en la iniciativa de la "Estrategia Africana para la Física Fundamental y Aplicada" (ASFAP)  fundada en 2020 por, entre otros, Fairouz Malek y Ketevi Assamagan. Hasta 2022 coordinó el grupo responsable de la estrategia en física de partículas y astropartículas. 

## Publicaciones
Amhis es autor o coautor de más de 600 artículos, la mayoría de ellos relacionados con el experimento LHCb. Entre todos estos artículos, 14 han sido citados más de 500 veces 

## Premios
En 2016, Amhis recibió el premio Jacques-Herbrand de la Academia de Ciencias de Francia . 